# Ołeksandr Jermaczenko
Ołeksandr Wałerijowycz Jermaczenko, ukr. Олександр Валерійович Єрмаченко (ur. 29 stycznia 1993 w Żdenijewie) – ukraiński piłkarz, grający na pozycji napastnika.

## Kariera piłkarska

### Kariera klubowa
Wychowanek klubów Dynamo Kijów, Monolit Illicziwśk i BRW-WIK Włodzimierz Wołyński, barwy których bronił w juniorskich mistrzostwach Ukrainy (DJuFL). W 2010 rozpoczął karierę piłkarską w klubie Skała Stryj. W 2011 powrócił do Dynama Kijów, ale występował tylko w drugim składzie kijowskiego klubu. Wiosną 2014 zasilił skład Stali Dnieprodzierżyńsk. W lutym 2015 przeniósł się do PFK Sumy. Na początku 2016 zasilił skład mołdawskiego klubu Zarea Bielce. W czerwcu 2016 opuścił mołdawski klub. 13 sierpnia 2016 przeszedł do gruzińskiego SK Zugdidi. 7 marca 2017 został piłkarzem kazachskiego FK Aktöbe. Od lata 2017 bronił barw Arsenału Kijów. Na początku 2019 przeniósł się do Szewardeni-1906 Tbilisi.

### Kariera reprezentacyjna
Występował w juniorskich reprezentacjach U-18 i U-19.

## Sukcesy i odznaczenia

### Sukcesy klubowe
Stal Dnieprodzierżyńsk
- wicemistrz Ukraińskiej Pierwszej Ligi: 2014/2015

Zarea Bielce
- zdobywca Pucharu Mołdawii: 2016